# Club Deportivo Moguer
El Club Deportivo Moguer es un club de fútbol español de la localidad de Moguer en la provincia de Huelva, Andalucía. Fue fundado en 1922 y actualmente juega en la Primera Andaluza Sénior (Huelva).
Los mayores éxitos del club son haber jugado cinco temporadas en la Tercera División entre los años 1983 y 1988 y haber llegado a octavos de la Copa del Rey en la temporada 1983-84, en la que cayó ante el Real Betis Balompié.

## Uniforme
- Uniforme titular: Camiseta amarilla con rayas azules, pantalón azul y medias azules.
  - Uniforme visitante: Camiseta gris, pantalón gris y medias blancas.

## Estadio
El CD Moguer juega sus partidos como local en el Centro Municipal de Deportes de Moguer.

## Trayectoria
Desde la entrada en vigor del nuevo esquema de ligas, el equipo ha tenido los siguientes resultados:
- 2014/2015: 11.º Segunda División Andaluza
- 2015/2016: 11.º Segunda División Andaluza
- 2016/2017: 13.º Primera División Andaluza
- 2017/2018: 9.º Primera División Andaluza
- 2018/2019: 16.º Primera División Andaluza
- 2019/2020: 1.º Segunda División Andaluza
- 2020/2021: 7.º Primera División Andaluza
- 2021/2022: 1.º Primera División Andaluza
- 2022/2023:  15º División de Honor Andaluza
- 2023/2024: 3º Primera División Andaluza